# Lallemandana huahinensis
Lallemandana huahinensis är en insektsart som beskrevs av Hamilton 1980. Lallemandana huahinensis ingår i släktet Lallemandana och familjen spottstritar. Inga underarter finns listade i Catalogue of Life.